# 악스 파탈리스
악스 파탈리스는 아케인 스튜디오가 개발하고 JoWooD Productions가 2002년 배급한 액션 어드벤처 비디오 게임이다. 2007년 4월에 스팀용으로 전 세계에서 출시되었다. 2008년 12월에 GOG.com용으로 전 세계에서 출시되었다. 이 게임은 일인칭 관점에서 진행되며. 2011년 1월 14일 GPL 라이선스 하에 소스 코드가 공개되어 유저 커뮤니티에 의한 개발이 가능해졌다.

## 평가
| 평론 점수 평론사 점수 PC 엑스박스 CGM [ 1 ] A− [ 2 ] CGW [ 3 ] N/A 에지 N/A 4/10 [ 4 ] 유로게이머 7/10 [ 5 ] 7/10 [ 6 ] 게임 인포머 N/A 7.5/10 [ 7 ] 게임 레볼루션 B [ 8 ] N/A 게임프로 N/A [ 9 ] 게임스팟 8.4/10 [ 10 ] 8.3/10 [ 11 ] 게임스파이 [ 12 ] [ 13 ] 게임존 8.3/10 [ 14 ] 8.3/10 [ 15 ] IGN 8/10 [ 16 ] 7.8/10 [ 17 ] OXM (US) N/A 6.5/10 [ 18 ] PC 게이머 (US) 85% [ 19 ] N/A 통합 점수 메타크리틱 77/100 [ 20 ] 71/100 [ 21 ] |        |          |
| 평론 점수 |        |          |
| 평론사 | 점수   | 점수     |
| 평론사 | PC     | 엑스박스 |
| CGM | [ 1 ]  | A−       |
| CGW | [ 3 ]  | N/A      |
| 에지 | N/A    | 4/10     |
| 유로게이머 | 7/10   | 7/10     |
| 게임 인포머 | N/A    | 7.5/10   |
| 게임 레볼루션 | B      | N/A      |
| 게임프로 | N/A    | [ 9 ]    |
| 게임스팟 | 8.4/10 | 8.3/10   |
| 게임스파이 | [ 12 ] | [ 13 ]   |
| 게임존 | 8.3/10 | 8.3/10   |
| IGN | 8/10   | 7.8/10   |
| OXM (US) | N/A    | 6.5/10   |
| PC 게이머 (US) | 85%    | N/A      |
| 통합 점수 |        |          |
| 메타크리틱 | 77/100 | 71/100   |